# Daniel Wagner Jørgensen
Daniel Wagner Jørgensen (født 3. juni 1993) er en dansk atlet, som har vundet flere medaljer ved de paralympiske lege. 
I 2012 vandt han bronze i længdespring med 6,11 m i klassen T42/F42, og i 2016 genvandt han bronze med et spring på 6,57 m, lige som han ved samme stævne vandt sølvmedalje i 100 m løb i tiden 12,32 s.
Ved VM i para-atletik i London 2017 vandt han både sølv i 100 meter løb for benamputerede og guld i længdespring med et spring på 6,5 meter, der samtidigt var ny mesterskabsrekord.
Wagner blev tredobbelt sølvvinder ved EM 2012 i Stadskanaal i Holland på 100 meter, 200 meter og i længdespring. Han fik Bestsellers pris på 100.000 kroner som ”Olympisk håb 2012”.
I 2015 slog han verdensrekorden i længdespring for benamputerede to gange og blev tredobbelt medaljevinder ved VM i paraatletik i Qatar.
Daniel Wagner Jørgensen fik amputeret sit højre ben over knæet som 14-årig efter en trampolinulykke under en springgymnastikopvisning i Idrætshuset i Vejle.
Han var, sammen med taekwondo-udøveren Lisa Kjær Gjessing, den danske fanebærer ved åbningsceremonien ved Sommer-PL 2020 i Tokyo.
I 2022 deltog han i sæson 19 af Vild med dans, hvor han dansede med Asta Björk Ivarsdottir. Parret endte med at blive nummer 2.
Ved Sommer-PL 2024 i Paris, vandt han sølv i længdespringskonkurrencen i kategorien T63. Han endte med et spring på 7,39 m. Hvilket også blev en ny personlig rekord.
Ved Sommer-PL i 2024 vandt han ligeledes sølv i mændenes 100 m løb, kategori T63. Daniel løb tiden 12.08, hvilket blev en ny personlig rekord. Dermed har han sat tre personlige rekorder ved slutrunden. En i længdespringskonkurrencen og to i mændenes 100 m, da han allerede i indledende heat satte personlig rekord, men derefter slog denne rekord, da han vandt sølv i finalen.

## Personlige rekorder
- 100 meter: 12.08 sekunder 2024 (PL, Paris)
- Længdespring: 7,39 m. 2024 (PL, Paris)